# Вулиця Академіка Івана Горбачевського (Тернопіль)
Вулиця Академіка Івана Горбачевського — вулиця у мікрорайоні «Новий світ» міста Тернополя. Названа на честь українського біохіміка Івана Горбачевського.

## Відомості
Розпочинається від вулиці За Рудкою, пролягає на північ до вулиці Котляревського, де і закінчується. На вулиці розташовані переважно приватні будинки.

## Навчальні заклади
- Дитячий садок №25 (Горбачевського, 5)